# Escaramujo (banda de rock)
Escaramujo es una banda del Partido de La Costa (Buenos Aires, Argentina) de rock clásico integrada por Diego Defeo (bajo y voz), Leandro Balducci (guitarra y voz), Leandro Tomé (guitarra y coros) y Carlos Canale (batería y voz).
El grupo originario de San Bernardo, una localidad playera de la provincia de Buenos Aires, se gestó en 1998 bajo el nombre de Escaramujo, siendo sus integrantes amantes de la música de Los Beatles, Creedence y clásicos de los 60, por influencia directa de sus padres.
Diego Defeo, Carlos Canale, Leandro Balducci y Leandro Tomé, se conocían desde muy chicos y tenían una misma pasión: la música de la década del 60. Cada uno tocaba algún instrumento y poco a poco fueron comenzando a juntarse para empezar a concretar su sueño.
La banda costera comenzó tocando en algunos eventos, bares y todo aquel escenario que les abriera una puerta. Sin embargo, en el año 2001 sus integrantes terminaron el colegio Secundario y cada uno tomó su camino. Hubo breves regresos en 2002 y 2003, pero el estudio universitario y el trabajo hacían cada vez más complicado que los cuatro integrantes pudieran continuar haciendo música juntos.
La amistad seguía intacta y el paso de los años no fue un impedimento para que, 20 años después, este grupo de amigos se decidiera a volver a hacer juntos lo que más los apasionaba: la música.
El verano de 2019 fue trascendental. Volvieron los ensayos, las ganas y el sueño de presentarse en los escenarios costeros. Así fue que, tras algunos meses, en Semana Santa, “El Mercado Hnos.” (San Bernardo) les abrió las puertas y todo seguía igual, con más experiencia, pero con la misma pasión.
En septiembre participaron del Concurso que reúne cada año a bandas beatle y así tocaron por primera vez en el mítico escenario de The Cavern Buenos Aires.
Y para cerrar un 2019 inolvidable para ellos, cumplieron uno de sus sueños que chicos: subirse al escenario principal de la Fiesta Nacional del Sol y la Familia, uno de los eventos más importantes del Partido de La Costa.